# Klubi Futbollistik Ballkani
Il Klubi Futbollistik Ballkani, noto semplicemente come Ballkani, è una società calcistica di Suhareka, in Kosovo. Nel 2022-2023 diventa la prima squadra kosovara a qualificarsi per la fase a gironi di una competizione europea, in Conference League.

## Storia
Il club è stato fondato nel 1947 con il nome di Rinia da alcuni atleti il cui scopo era quello di partecipare alle varie competizioni e tornei che si organizzavano in quell'epoca. Nel 1952 il club fu registrato e iniziò a gareggiare nei campionati ufficiali. Nel 1965 ha cambiato il nome da KF Rinia a KF Ballkani dopo l'acquisto del club da parte della Suva Reka Chemical and Rubber Industry.
La squadra ha quindi progressivamente scalato il sistema del campionato jugoslavo raggiungendo la Lega provinciale del Kosovo nella stagione 1973-74. Retrocessa, riguadagnò la categoria nel 1977 e vi rimasero fino agli anni '90. Il Ballkani è stato uno dei primi club in Kosovo a lasciare il sistema dei campionati gestito dalla Federcalcio jugoslava, e ha giocato invece nella First League parallela del Kosovo non ufficialmente riconosciuta fino al 2000.
Nel campionato organizzato dalla Federcalcio del Kosovo, Ballkani ha giocato la sua prima partita contro il Liria allo Studençan. Nel tempo molti giocatori di spicco del luogo hanno iniziato la loro carriera nelle giovanili del Ballkani,  come Ali Elshani, Arsim Llapatinca, Avni Bytyçi, Bekim Suka, Dervish Shala, Esheref Berisha, Fillim Guraziu, Gafurr Kabashi, Hajrush Berisha, Hevzi Shalaj, Isuf Asllanaj, Isuf Kolgeci, Lulzim Kolgeci, Musli Bylykbashi, Naser Berisha, Nexhat Elshani, Osman Ramadani, Rexhep Kuçi, Salih Hoxha, Urim Bylykbashi, Visar Berisha.
Nella stagione 2017-2018 viene promosso per la prima volta in Superliga e nella stagione 2021-2022 vince il suo primo campionato. Guadagnatosi l'accesso al primo turno qualificatorio della UEFA Champions League 2022-2023, affronta i lituani dello Žalgiris venendo eliminato solo ai tempi supplementari. Retrocesso in UEFA Europa Conference League 2022-2023, elimina i sanmarinesi del La Fiorita, i faroesi del KÍ Klaksvík ed infine i macedoni dello Shkupi, qualificandosi per la fase a gironi e diventando la prima squadra kosovara a qualificarsi per la fase a gironi di una competizione europea.
Nella stagione 2023-2024 vince nuovamente il campionato kosovaro, che nella stagione 2024-2025 termina invece al secondo posto in classifica.

## Palmarès

### Competizioni nazionali
- Campionato kosovaro: 3

2021-2022, 2022-2023, 2023-2024
- Coppa del Kosovo: 1

2023-2024
- Supercoppa del Kosovo: 2

2023, 2024

## Statistiche e record

### Partecipazioni ai tornei internazionali
| Competizione                  | Debutto   | Ultima stagione | Totale |
| ----------------------------- | --------- | --------------- | ------ |
| UEFA Champions League         | 2022-2023 | 2023-2024       | 2      |
| UEFA Europa Conference League | 2022-2023 | 2022-2023       | 1      |

## Organico

### Rosa 2025-2026
Aggiornata al 2 agosto 2025.
| N. |                               | Ruolo | Calciatore        |
| -- | ----------------------------- | ----- | ----------------- |
| 1  | Macedonia del Nord (bandiera) | P     | Artan Iljazi      |
| 2  | Albania (bandiera)            | D     | Geralb Smajli     |
| 3  | Kosovo (bandiera)             | D     | Arber Potoku      |
| 4  | Kosovo (bandiera)             | D     | Gentrit Halili    |
| 6  | Kosovo (bandiera)             | D     | Astrit Thaqi      |
| 7  | Kosovo (bandiera)             | A     | Bleart Tolaj      |
| 8  | Brasile (bandiera)            | C     | Giovanni          |
| 9  | Costa d'Avorio (bandiera)     | A     | Valentin Serebe   |
| 10 | Kosovo (bandiera)             | A     | Almir Kryeziu     |
| 11 | Algeria (bandiera)            | A     | Walid Hamidi      |
| 13 | Kosovo (bandiera)             | P     | Art Miftari       |
| 14 | Albania (bandiera)            | D     | Marsel Ismajlgeci |
| 16 | Kosovo (bandiera)             | D     | Diar Vokrri       |

| N. |                     | Ruolo | Calciatore                   |
| -- | ------------------- | ----- | ---------------------------- |
| 19 | Kosovo (bandiera)   | C     | Engjëll Ajazaj               |
| 21 | Albania (bandiera)  | C     | Ardit Deliu                  |
| 22 | Kosovo (bandiera)   | D     | Elvis Letaj                  |
| 23 | Kosovo (bandiera)   | C     | Loris Kolgeci                |
| 25 | Slovenia (bandiera) | P     | Adnan Golubović              |
| 28 | Croazia (bandiera)  | D     | Ivica Batarelo               |
| 29 | Senegal (bandiera)  | C     | Albert Diène                 |
| 32 | Kosovo (bandiera)   | D     | Bajram Jashanica (capitano)  |
| 34 | Kosovo (bandiera)   | D     | Merlind Kodra                |
| 45 | Albania (bandiera)  | A     | Altin Aliji                  |
| 91 | Nigeria (bandiera)  | A     | Sunday Adetunji              |
|    | Kosovo (bandiera)   | A     | Edi Maksutaj (vice-capitano) |
|    | Kosovo (bandiera)   | A     | Krenar Dulaj                 |

### Staff tecnico
- Allenatore:  Orges Shehi
- Vice-Allenatore:  Sebino Plaku
- Team Manager:  Idriz Hajrizi
- Preparatore dei portieri: ?
- Preparatore atletico: ?
- Video Analyst:  Ardi Kabashi
- Medico sociale:  Hadi Hasanaj
- Fisioterapista:  Krenar Zenelaj
- Massaggiatore:  Arjanit Bytyqi
- Direttore Sportivo:  Nderim Nedzipi